# Rudolf Streicher

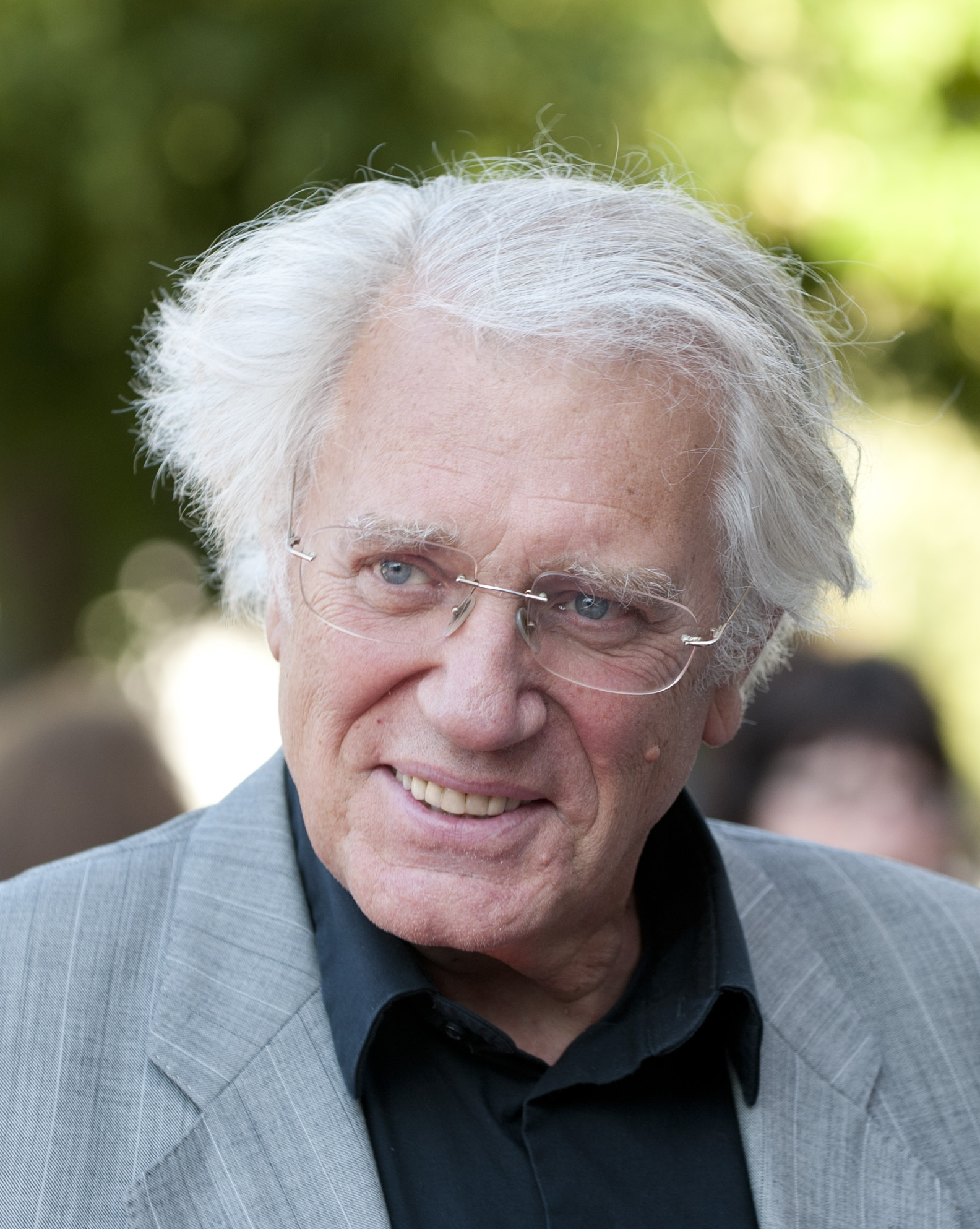
Rudolf Streicher (2011)

Rudolf Streicher (* 19. Jänner 1939 in Wallsee) ist ein ehemaliger österreichischer Politiker (SPÖ), der derzeit als Manager tätig ist. Außerdem ist er Präsident der Wiener Symphoniker.

## Früher Werdegang
Rudolf Streicher absolvierte eine Lehre in der Linzer VOEST. Dann studierte er an der Montanuniversität Leoben. Daneben bildete er sich auch musikalisch weiter. 

## Politische Laufbahn
1986 wurde Streicher Bundesminister für öffentliche Wirtschaft und Verkehr. Bei der Bundespräsidentschaftswahl 1992 unterlag er mit 43,1 % in der Stichwahl gegen Thomas Klestil, nachdem er im ersten Wahlgang eine relative Mehrheit erzielt hatte.

## Wirtschaftliche Laufbahn
Von 1974 bis 1980 war Rudolf Streicher Mitglied des Vorstandes der Vereinigte Metallwerke Ranshofen Berndorf AG. Von 1981 bis 1986 war er Generaldirektor und Vorstandsvorsitzender der Austria Metall AG.
Von 1992 bis zum Verkauf der Firma an Frank Stronach im Jahr 1998 war er Generaldirektor der Steyr-Daimler-Puch AG. 1999 bis 2001 war Streicher Vorstandsvorsitzender der Österreichischen Industrieholding AG (ÖIAG).
Zwischen 2001 und 2012 hielt Streicher einen 50 %-Anteil an der Steyr Motors GmbH, dem Nachfolgeunternehmen der Motorensparte von Steyr-Daimler-Puch.
Seine Anteile verkaufte er an eine chinesische Investorengruppe.
Seit Juni 2007 ist Streicher Mitglied des Aufsichtsrats des Superfund Hedge-Fonds.
Von 2009 bis 2011 war Streicher im sechsköpfigen Expertenrat beratend bei der Money Service Group tätig, schied allerdings aus, als gegen deren Firmengründer Michael Seidl die Untersuchungshaft verhängt wurde. Laut Streicher war mit dieser Tätigkeit keine Organfunktion, Verantwortung oder Geld verbunden.

## Sonstiges
Von 1997 bis Oktober 1999 war Streicher Präsident des Fußballvereins FK Austria Wien.
2025 wurde an der Montanuniversität Leoben der von Rudolf Streicher gestiftete und mit 20.000 Euro jährlich dotierte Rudolf-Streicher-Wissenschaftspreis ins Leben gerufen.